# Echinophthiriidae
Echinophthiriidae es una familia de piojos de la superfamilia Anoplura. Esta familia de piojos son parásitos de focas y de la nutria de río, y son los únicos insectos que infectan hospedadores acuáticos.

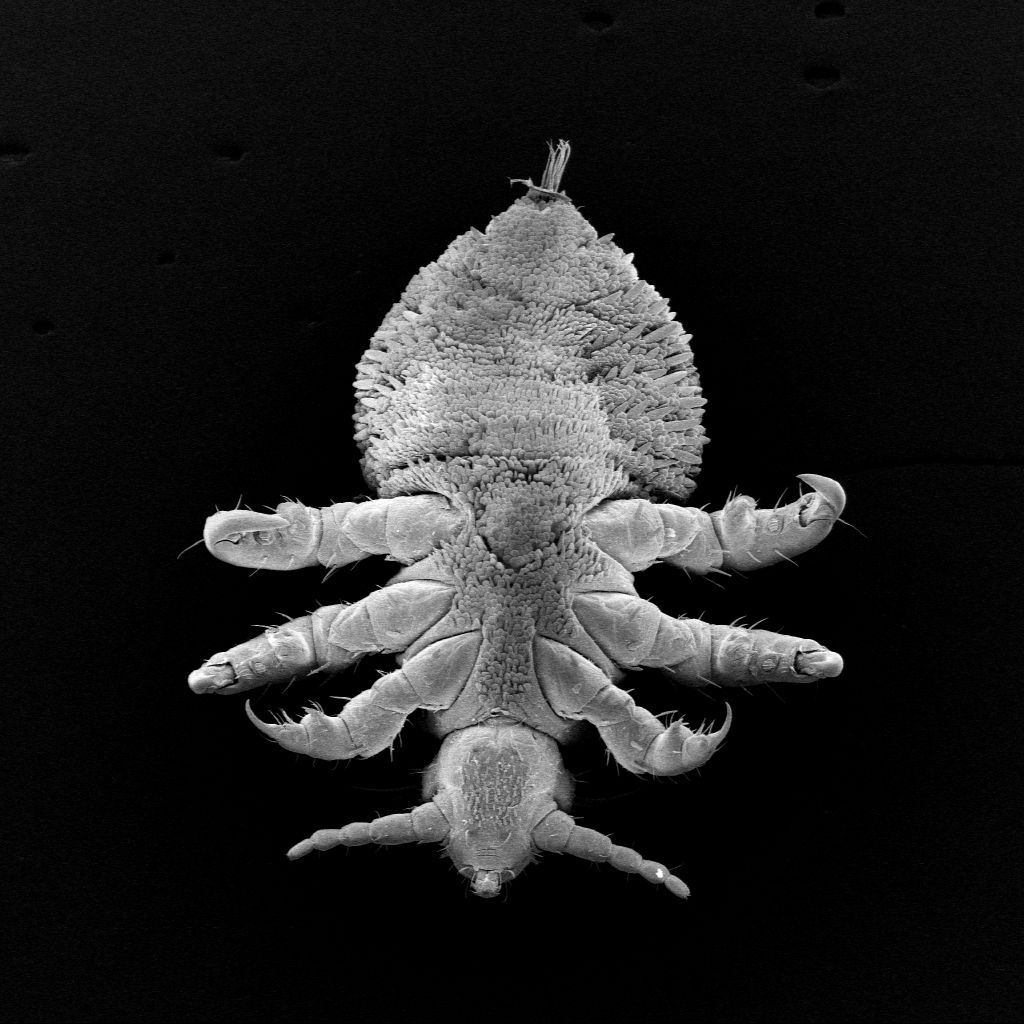
Antarctophthirus trichechi

Estos piojos poseen adaptaciones influidas por las anatomía de sus hospedadores. Debido a que algunos son mamíferos marinos, tales como los osos marinos, que poseen una capa de aire atrapada debajo de su capa de pelos a prueba de agua que los aísla del agua fría, sus piojos por lo tanto viven en un hábitat casi seco y cálido. Otros mamíferos poseen una aislación a base de una gruesa capa de grasa, por lo que su piel se encuentra en contacto con el agua; sus piojos parásitos viven en un medio ambiente acuático frío.
Los piojos de esta familia posee una quetotaxia caracterizada por tres tipos de setae: espinas, escamas y pelos. Diferentes especies tienen diferentes tipos de combinaciones de setae. Las especies también poseen diferentes hábitos en cuanto a la puesta de huevos, algunos los ponen en forma aisladas de a uno y otros en agrupamientos, y algunos los adhieren a los pelos del animal hospedador. Estos piojos tienen antenas pero no ojos. En la mayoría de las especies el par de patas del medio y las patas traseras son más grandes con garras conspicuas mientras que las patas delanteras son más pequeñas con garras con aguzadas. Un examen mediante microscopio de barrido electrónico ha permitido determinar que la especie Antarctophthirus microchir utiliza sus patas medias y posteriores para tomarse de los pelos de su hospedador, y las patas delanteras aguzadas más pequeñas probablemente son estructuras sensoras.

## Taxonomía
Existen 13 especies clasificadas en 5 géneros. Los taxones y sus animales hospedadores son:
- Género Antarctophthirus
  - Antarctophthirus callorhini (en las focas de pelo)
  - Antarctophthirus carlinii (en la foca de Weddell)
  - Antarctophthirus lobodontis (en focas sin oído)
  - Antarctophthirus mawsoni (en las focas sin oído)
  - Antarctophthirus microchir (en los leones marinos)
  - Antarctophthirus ogmirhini (en las focas sin oído)
  - Antarctophthirus trichechi (en las morsas)
- Género Echinophthirius, una especie:
  - Echinophthirius horridus (en las focas sin oído)
- Género Latagophthirus, una especie:
  - Latagophthirus rauschi (en las nutrias de río)
- Género Lepidophthirus, dos especies de la nutria de río:
  - Lepidophthirus macrorhini
  - Lepidophthirus piriformis
- Género Proechinophthirus, dos especies de las focas de pelo y leones marinos:
  - Proechinophthirus fluctus
  - Proechinophthirus zumpti